# Comuna Baranivka, Iarmolînți
Baranivka (în ucraineană Баранівка) este o comună în raionul Iarmolînți, regiunea Hmelnîțkîi, Ucraina, formată din satele Baranivka (reședința) și Kruti Brodî.

## Demografie
Componența lingvistică a comunei Baranivka
     Ucraineană (99,79%)
     Alte limbi (0,21%)
Conform recensământului din 2001, majoritatea populației comunei Baranivka era vorbitoare de ucraineană (99,79%), existând în minoritate și vorbitori de alte limbi.